# Skeryle
Skeryle (Calidris pygmaea og Eurynorhynchus pygmeus) er en lille vadefugl i familien ryler (Calidris). Den er 14-16 cm lang og vejer 29-34 g. Skerylen regnes som monotypisk, hvilket blot vil sige at der ikke er beskrevet underarter. Den yngler i det nordøstlige Sibirien, i Chukotka Okrug (en) (provins) og måske på Kamchatka-halvøen, og overvintrer i Indien og Sydøstasien inkl. det sydlige Kina. Skerylen er kritisk truet (CR) ifølge IUCN's officielle rødliste, med formentlig mindre end 200 ynglepar tilbage i naturen.

## Beskrivelse
Skerylen i yngledragt ligner meget den lidt mindre Rødhalset ryle (Calidris ruficollis), bortset fra næbbet, som er helt unikt; det er ske- eller spatelformet mod næbspidsen, og giver fuglen et eksotisk og særpræget udseende, især set lige forfra. I vinterdragten ligner skerylen de fleste andre, nært beslægtede ryler, igen bortset fra næbbet, hvis form bevares i alle dragter. I yngledragten er hoved og bryst varmt rustrøde, mens ryg og vingeoversider har tundrafuglenes karakteristiske vekslen mellem varme brunlige og rødlige nuancer, som gør redeliggende fugle meget svære at opdage i den vegetation som forefindes på ynglepladserne. I sammenfoldet tilstand når vingerne netop ud over halen, i modsætning til f.eks. Almindelig ryle (Calidris alpina), hvis vinger kun næsten når halespidsen i sammenfoldet tilstand.

### Trusler
Årsagerne til skerylens trængsler kendes ikke til bunds, men har formentlig mere med trusler på træk- og overvintringspladserne end på ynglelokaliteterne at gøre. De arktiske, østasiatiske vadefugle minder om deres slægtninge i Europa derved at de alle følger nogenlunde samme kystnære trækrute ned langs kontinentets øst- hhv. vestgrænse (kaldet East Asian–Australasian Flyway (en) derude og East Atlantic Flyway (en) heromkring). Skerylerne samler sig undervejs på en række rastepladser for at tanke op til den videre rejse, og flere af disse er indenfor de senere år blevet ødelagt eller stærkt forringet. Et eksempel er mudderfladerne ved Saemangeum (en) i Sydkorea, som tidligere var vigtige fourangeringsområder for både skeryler og en lang række andre østasiatiske vadefugle, men også ved  Rudong i Jiangsu, Kina, er forholdene for trækkende vadefugle blevet vanskeligere som følge af byudvikling og -udvidelse. På overvintringspladser i Burma har der i hvert fald tidligere været tradition for at indfange vadefugle til konsum.